# Felix Schaad
Felix Schaad (* 3. März 1961 in Zürich) ist ein Schweizer Comiczeichner und Karikaturist. Bekannt ist er für den Comic-Strip «Eva», der von 2001 bis 2017 täglich im Tages-Anzeiger erschien und den er mit Claude Jaermann zusammen produzierte.

## Leben
Felix Schaad wuchs in Eglisau auf. Sein Vater war der Grafiker, Kinderbuchautor und -illustrator Hans P. Schaad (1928–2002), sein Grossvater Hans Schaad (1890–1976) war Maler und Zeichner, u. a. Karikaturist. Nach dem Besuch des Vorkurses studierte Felix Schaad Grafik an der Hochschule für Gestaltung und Kunst Zürich und schloss 1988 ab. 
Nach seinem Studium arbeitete er als Art Director in einer Werbeagentur. Seit 1991 arbeitet er mit Claude Jaermann zusammen. Er ist selbständiger Grafiker, Art Director, Illustrator und Comiczeichner. Für den Tages-Anzeiger ist er als Karikaturist tätig.
Er ist mit einer Grafikerin verheiratet, hat zwei Töchter und wohnt in Winterthur.

## Schriften
- mit Claude Jaermann: Zwickypedia. Sewicky, Winterthur 2011, ISBN 978-3-9523080-9-7.
- mit Daniel Fehr: Kaktus. Eine Wildwestgeschichte. Verlag die brotsuppe, Biel 2021.